# Nordmanns groenpootruiter
De gevlekte groenpootruiter (Tringa guttifer) is een vogel uit de familie van snipachtigen (Scolopacidae). De vogel werd in 1835 beschreven door Alexander von Nordmann.

## Kenmerken
De gevlekte groenpootruiter is 29 tot 32 cm lang en weegt 136 tot 159 g. De vogel lijkt sterk op de gewone groenpootruiter. De gevlekte groenpootruiter is wat steviger gebouwd, met kortere poten en een snavel die praktisch recht is. De vogel is donkerbruin van boven met witte stippels en veerranden. Kenmerkend in de broedtijd zijn de duidelijke donkerbruine stippels op de hals en de borst. Buiten de broedtijd is de borst egaal grijs.

## Verspreiding en leefgebied
De gevlekte groenpootruiter broedt in Oost-Siberië langs de zuidwestkust en de  noordkust van de Zee van Ochotsk en op het eiland Sachalin. Daar broedt hij in zoetwatermoerassen in het laagland, soms in half open larixbos.
Buiten de broedtijd trekt de vogel via de kusten van Oost- en Zuidoost-Azië naar overwinteringsgebieden. Dat zijn zand- en moddervlakten langs de kust, soms met mangrove, ook wel cultuurland van natte rijstvelden.

## Status
Deze ruiter is een bedreigde diersoort. In 2016 werd het totale aantal geschat tussen de 600 en 1300 volwassen individuen. Het leefgebied, vooral de overwinteringsgebieden, wordt bedreigd door economische ontwikkelingen in de kustgebieden, zoals de aanleg van infrastructuur, verstedelijking en intensivering van de landbouw. Daarom staat deze vogel op de Rode Lijst van de IUCN.